# Grigorij Kotow
Grigorij Pietrowicz Kotow (ros. Григорий Петрович Котов, ur. 8 października?/21 października 1902 we wsi Chawiertowo w guberni riazańskiej, zm. 7 listopada 1944 w Niszu) – radziecki dowódca wojskowy z okresu II wojny światowej, generał porucznik od 13 września 1944 roku. Dowodził 163 Dywizją Strzelecką, 6 Gwardyjskim Korpusem Strzeleckim i 44 Armią.

## Życiorys
Urodził się 21 października 1902 roku we wsi Chawertowo w guberni riazańskiej. Rosjanin.
W Armii Czerwonej od stycznia 1919 roku. Uczestnik wojny domowej w Rosji. Walczył na Froncie Południowym (m.in. w 1920 roku brał udział w działaniach wojennych na Krymie) jako żołnierz Armii Czerwonej, następnie został dowódcą drużyny karabinów maszynowych oddziału specjalnego przeznaczenia. Został ranny. Członek RKP(b) od 1919 roku.
W 1921 roku ukończył moskiewski kurs obsługi karabinów maszynowych i kontynuował służbę wojskową jako dowódca plutonu strzelców, pomocnik dowódcy kompanii, dowódca kompanii karabinów maszynowych, dowódca batalionu strzelców i starszy instruktor administracji rejonu wiackiego. W 1927 roku ukończył kurs dokształcający kadry dowódczej, a w 1936 roku został absolwentem Akademii Wojskowej Armii Czerwonej im. M. W. Frunzego.
Pełnił funkcję zastępcy szefa sztabu dowództwa grupy frontowej i zastępcy szefa sztabu – szefa wydziału operacyjnego Frontu Dalekowschodniego. Brał udział w działaniach wojennych nad rzeką Chałchin-Goł w okresie od maja do września 1939 roku, za co został odznaczony Orderem Czerwonej Gwiazdy w tym samym roku.
Jako szef sztabu 8 Armii brał udział w wojnie radziecko-fińskiej w latach 1939–1940. Odznaczony Orderem Czerwonego Sztandaru.
Od marca 1941 roku wykładowca taktyki w Akademii Wojskowej im. M.W. Frunzego. W sierpniu 1941 roku został mianowany dowódcą 163 Dywizji Strzeleckiej. Dywizja ta, wchodząc w skład 34 Armii Frontu Północno-Zachodniego, brała udział w walkach obronnych w rejonie Starej Russy. W styczniu 1942 roku dywizja Kotowa wspólnie z 1 Gwardyjskim Korpusem Strzeleckim przeprowadziła udaną ofensywę, znacznie posuwając się na zachód i zadając przeciwnikowi znaczne straty w ludziach i sprzęcie wojskowym. Dowódca dywizji Grigorij Kotow został awansowany na generała majora 30 maja 1942.
Od lutego 1942 roku szef sztabu 51 Armii Frontu Krymskiego. Po śmierci dowódcy armii, generała porucznika Władimira Lwowa, w niemieckim ataku lotniczym 11 maja 1942 roku podczas klęski wojsk Frontu Krymskiego, pełnił funkcję dowódcy armii aż do ewakuacji jej resztek z Krymu. Od maja do września 1942 roku był dowódcą 47 Armii. 7 września 1942 roku został usunięty ze stanowiska. W październiku 1942 roku generał major Kotow został mianowany pełniącym obowiązki dowódcy 44 Armii. Pod jego dowództwem wojska armii toczyły zacięte walki obronne wzdłuż linii od ujścia rzeki Terek. Dotarł do miasta Gudermes, a następnie rozpoczął kontratak i zepchnął wroga na obszar na północ od Mozdoka.
Od stycznia 1943 roku zastępca dowódcy 58 Armii Frontu Północno-Kaukaskiego, uczestnik ofensywnego etapu bitwy o Kaukaz. Od kwietnia 1943 roku zastępca dowódcy 46 Armii, która wówczas przygotowywała się do bitwy na łuku kurskim w ramach Frontu Rezerwowego, a następnie została przeniesiona na Front Południowo-Zachodni (od października 1943 roku 3 Front Ukraiński). Z tą armią brał udział w ofensywie na Donbas i w bitwie o Dniepr.
W grudniu 1943 roku został mianowany dowódcą 6 Gwardyjskiego Korpusu Strzeleckiego, którym dowodził aż do swojej śmierci na polu bitwy. Korpus działał w ramach 46. i 37 Armii 3 Frontu Ukraińskiego. Na tym stanowisku Kotow dowodził wojskami w operacjach ofensywnych: nikopolsko-krzyworoskiej, bieriezniegowato-snigiriowskiej, odeskiej i jasko-kiszyniowskiej.
Korpus Kotowa odniósł szczególne sukcesy podczas ofensywy jasko-kiszyniowskiej. W walkach toczących się od 20 do 31 sierpnia 1944 roku korpus przedarł się przez całą Mołdawię i dotarł do granicy z Rumunią, wziął do niewoli 15 900 jeńców i wyeliminował ponad 14 tysięcy żołnierzy wroga. Na początku września 1944 roku wziął udział w operacji bułgarskiej, podczas której przeszedł przez Bułgarię nie napotykając oporu. Na początku listopada 1944 roku korpus został przeniesiony do Jugosławii. 13 września 1944 roku Grigorijowi Kotowowi nadano stopień generała porucznika.
7 listopada 1944 roku zginął w rejonie jugosłowiańskiego miasta Nisz podczas omyłkowo przeprowadzonego ataku amerykańskich samolotów na radziecki konwój. Pośmiertnie został odznaczony Orderem Wojny Ojczyźnianej I stopnia.
Został pochowany na placu Rewolucji Październikowej w Odessie; w latach 60. jego szczątki ekshumowano i pochowano ponownie w Alei Chwały w Odessie.